# Kalirak
Kalirak (persiska: كَليرَك) är en ort i Iran. Den ligger i provinsen Hormozgan, i den sydöstra delen av landet, 1 400 km sydost om huvudstaden Teheran. Kalirak ligger 5 meter över havet och antalet invånare är 122.
Terrängen runt Kalirak är platt. Havet är nära Kalirak åt sydväst. Närmaste större samhälle är Karti, 5,5 km nordost om Kalirak.